# Massilia lurida
Massilia lurida es una bacteria gramnegativa del género Massilia. Fue descrita en el año 2013. Su etimología hace referencia a amarillo pálido. Es aerobia y móvil por varios flagelos. Tiene un tamaño de 0,6-0,9 μm de ancho por 1,4-2,8 μm de largo. Forma colonias entre circulares e irregulares, convexas y amarillas tras 72 horas de incubación en medio ISP2. Temperatura de crecimiento entre 10-37 °C, óptima de 28-30 °C. Catalasa y oxidasa positivas. Tiene un contenido de G+C de 65,9%. Se ha aislado del suelo de un campo de girasoles en el condado de Wuyuan, en China. 